# Grace Slick

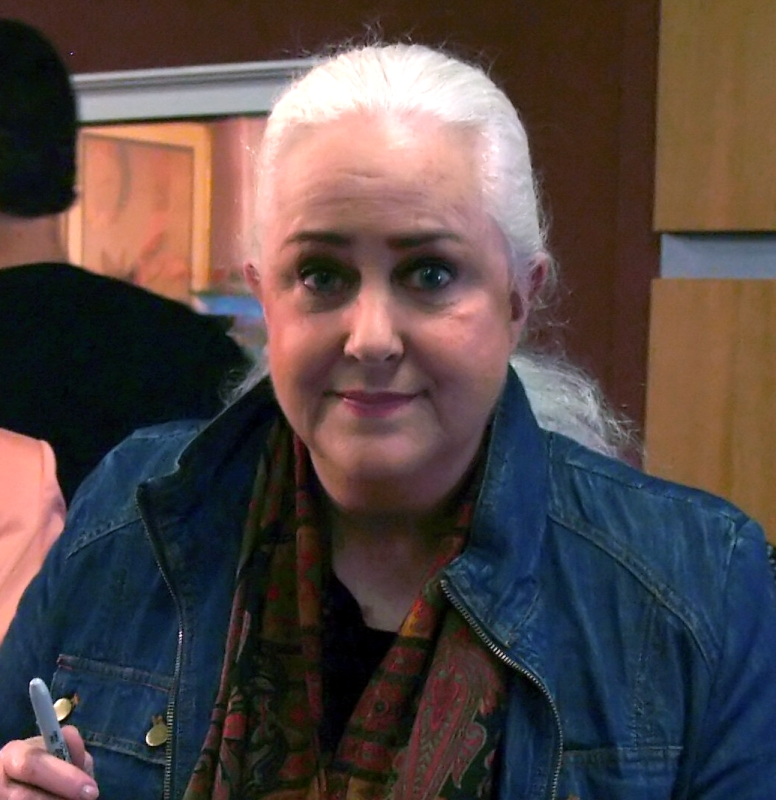
Grace Slick, 2008

Grace Slick (* 30. Oktober 1939 als Grace Barnett Wing in Evanston, Illinois) ist eine US-amerikanische Sängerin, Songschreiberin und Pianistin. Von 1965 bis Anfang der 1990er Jahre sang sie in den Rockgruppen The Great Society, Jefferson Airplane, Jefferson Starship und Starship.

## Leben
Grace Slick, geborene Barnett Wing, ist die Tochter von Virginia Wing und dem Investmentbanker Ivan W. Wing, einem schwedischstämmigen Norweger.
Sie absolvierte das renommierte Finch College in New York City und studierte kurzzeitig an der University of Miami. Anfang der 1960er Jahre arbeitete sie zunächst als Fotomodell. Nach ersten Experimenten im Musikbereich in der Band The Great Society, in der auch ihr erster Ehemann Gerald „Jerry“ Slick und dessen Bruder Darby Slick spielten, wurde sie Anfang 1966 Nachfolgerin von Signe Anderson als weibliche Stimme von Jefferson Airplane. Die „Dunkelhaarige mit den kalten blauen Augen“ (damaliger Pressetext) festigte durch ihren eindringlichen Kontra-Alt-Gesang (zumeist im Duett mit Marty Balin) ihre Position als eine der ersten Frontfrauen im Rockbusiness.
Slick ist überdies bekannt für ihre kontroversen Liedtexte, ihre Drogenexperimente und ihre Rolle in der Öffentlichkeit. Einmal plante sie, Richard Nixon LSD in den Tee zu mischen, wurde jedoch von Agenten des Secret Service, des Sicherheitsdienstes der US-Regierung, daran gehindert.

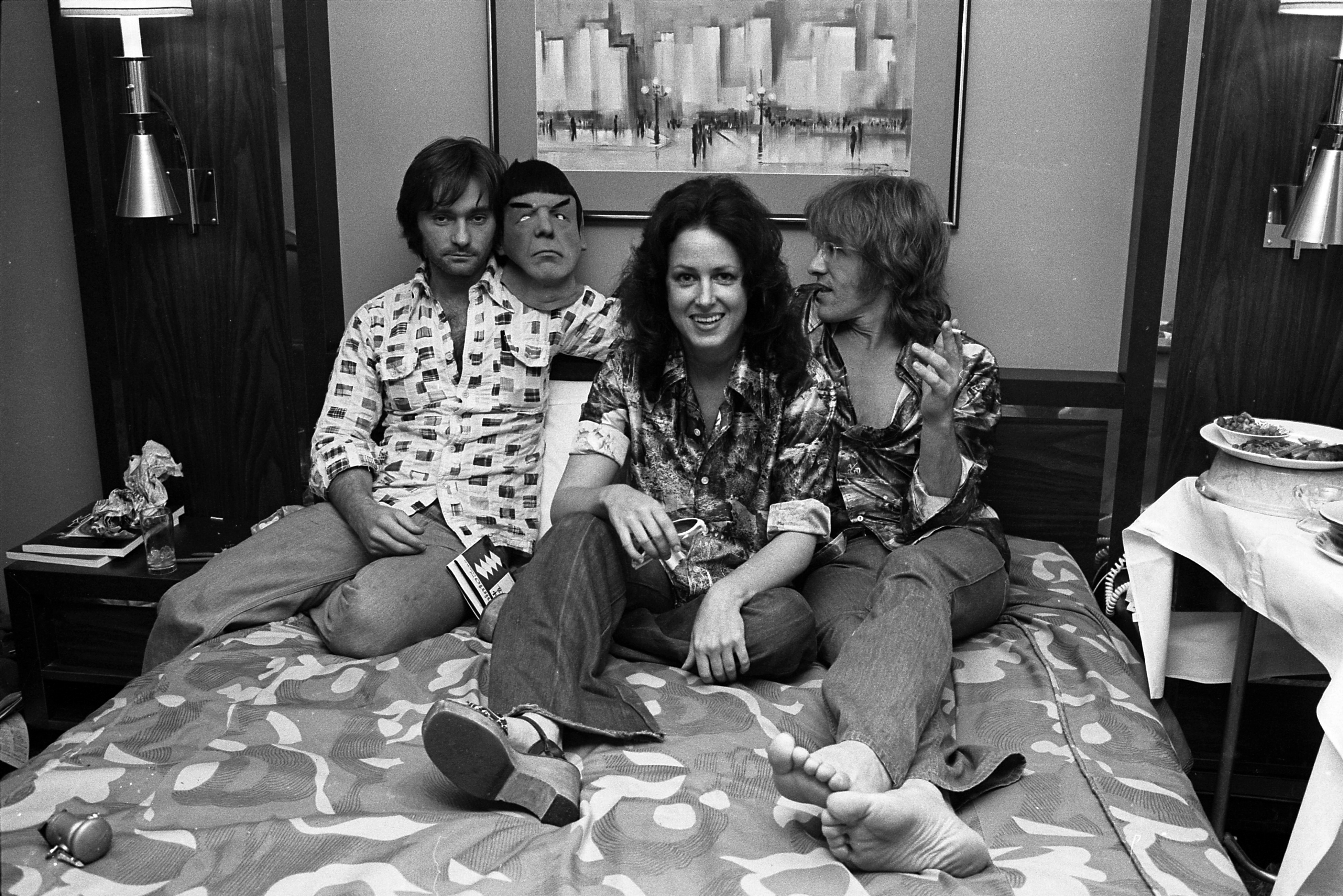
Grace Slick mit Marty Balin (links) und Paul Kantner, 1977

Slick war verheiratet mit Gerald „Jerry“ Slick, dem Schlagzeuger der Great Society. 1976 heiratete sie Skip Johnson (* 1952), einen Beleuchtungsdesigner bei Jefferson Starship. Ihre einzige Tochter, China Wing Kantner (* 1971), die sich von 1994 bis 2001 mit nur geringem Erfolg als Schauspielerin versuchte, hatte sie mit Paul Kantner, dem Gitarristen von Jefferson Airplane. Dass das Kind ursprünglich den Namen „god“ (mit kleinem G; ‚Gott‘) erhalten sollte, ist eine Großstadtlegende, die auf einem Witz beruht, den Grace Slick kurz nach der Entbindung gegenüber einer Krankenschwester gemacht hatte: Die Krankenschwester bemerkte nicht, dass sie auf den Arm genommen worden war, nahm den Scherz für bare Münze und informierte den legendären Kolumnisten Herb Caen, Fachmann für Tratsch, seltsame Anekdoten und Plaudereien aus dem Nähkästchen beim San Francisco Chronicle. Auf diese Weise wurde sie zur Quelle einer Zeitungsente, die seitdem immer wieder unüberprüft nachgedruckt wurde, wie Grace Slick in einem Interview für das 2003 erschienene Buch Got a Revolution: The Turbulent Flight of Jefferson Airplane erklärte. Der Säugling ist abgebildet auf dem Cover der LP Sunfighter, die sie 1971 zusammen mit Kantner einspielte.
Ende der 1970er und Anfang der 1980er Jahre litt Slick unter Alkoholproblemen, weswegen sie auf mehreren LPs nur noch mit jeweils einem Stück vertreten war. Eine Europatournee von Jefferson Starship musste abgebrochen werden, nachdem sie bei einem Open-Air-Konzert auf der Loreley zu betrunken gewesen war, um aufzutreten. Ihre Soloplatten aus dieser Zeit verkauften sich nicht gut.
Slick verließ Starship im Jahre 1988; nach ihrer Mitwirkung an einem Reunion-Album von Jefferson Airplane 1989 zog sie sich weitgehend aus der Öffentlichkeit zurück. Sie geht seitdem der Malerei nach und engagiert sich für den Tierschutz (u. a. PETA), arbeitet aber auch weiterhin musikalisch.

## Bedeutung
Slick zählt neben den Rolling Stones, Bob Dylan, Joan Baez, Janis Joplin, Jimi Hendrix, Jim Morrison, Nico und den Beatles zu den Musik-Ikonen der 1960er Jahre. Ihr Name bzw. ihre Liedtexte sind eng mit der Hippiekultur, dem Drogenkonsum (LSD, halluzinogene Pilze, Marihuana und anderes) und der Problematik des Vietnamkrieges beziehungsweise mit der Friedensbewegung verbunden (siehe zum Beispiel den Song Volunteers).
Slick zeichnet sich nicht nur in ihren Songtexten durch ihren in Amerika oft kontrovers diskutierten aggressiven, pazifistischen und rebellischen Kampf gegen konservative oder inhumane Einstellungen aus. In der Gegenwart macht sie vermehrt durch teilweise drastische Aktionen auf den Tierschutz aufmerksam. Sie hat beispielsweise ihren eigenen Urin an Pharmakonzerne geschickt, um gegen die qualvolle Haltung von Stuten zur Gewinnung von Östrogenpräparaten zu demonstrieren.

## Musik
Slick hat einige Soloalben veröffentlicht, unter anderem Software (1984), Manhole, Dreams und Welcome to the Wrecking Ball. Zu den Songs, die mit ihrem Namen verbunden sind, gehören Somebody to Love und White Rabbit (zuerst mit The Great Society, dann – wesentlich erfolgreicher – mit Jefferson Airplane auf dem Album Surrealistic Pillow) und Bikini Atoll (solo). Singles wie Sara, We Built This City  und Nothing’s Gonna Stop Us Now (aus dem Film Mannequin) bescherten Starship mehrere Charterfolge.
Bekannt ist der Auftritt von Grace Slick mit Jefferson Airplane beim Woodstock-Festival 1969.

## Diskografie
Soloalben:
- Manhole (1973)
- Dreams (1980)
- Welcome to the Wrecking Ball! (1981)
- Software (1984)

mit The Great Society:
- Conspicuous Only in Its Absence (1968)
- How It Was (1968)
- Born to Be Burned (1995)

mit Jefferson Airplane:
- Surrealistic Pillow (1967)
- After Bathing at Baxter’s (1967)
- Crown of Creation (1968)
- Bless Its Pointed Little Head (1969)
- Volunteers (1969)
- Bark (1971)
- Long John Silver (1972)
- Thirty Seconds Over Winterland (1973)
- Early Flight (1974)
- Jefferson Airplane (1989)

mit Jefferson Starship:
- Dragon Fly (1974)
- Red Octopus (1975)
- Spitfire (1976)
- Earth (1978)
- Modern Times (1981)
- Winds of Change (1982)
- Nuclear Furniture (1984)

mit Starship:
- Knee Deep in the Hoopla (1985)
- No Protection (1987)

mit Paul Kantner:
- Blows Against the Empire (1970)
- Sunfighter (1971)
- Baron von Tollbooth and The Chrome Nun (1973)
- Planet Earth Rock and Roll Orchestra (1983)